# Giovanni Leone
Giovanni Leone (Nàpols, 3 de novembre de 1908 - 9 de novembre de 2001), polític italià membre de la Democràcia Cristiana.

## Càrrecs
Va ser primer ministre d'Itàlia des del 21 de juny de 1963 fins al 5 de novembre de 1963 i va tornar a ocupar la prefectura del govern italià des del 24 de juny de 1968 fins al 19 de novembre de 1968.
Des del 29 de desembre de 1971 al 15 de juny de 1978 va ser el sisè titular de la presidència de la República italiana.

## Polèmiques
Es va veure embullat en una controvèrsia quan visitava Nàpols durant un brot de còlera. Mentre saludava amb una de les seves mans a alguns pacients, d'amagat feia un gest obscè aixecant els dits índex i menovell de l'altra mà. Aquest episodi, recollit i documentat per periodistes i fotògrafs que acompanyaven Giovanni Leone, va ser considerat molt ofensiu per als pacients quan va transcendir a l'opinió pública.
Arran d'un conegut escàndol de corrupció relacionat amb els avions Lockheed en el qual es va veure embolicat, Giovanni Leone va haver de dimitir com cap de govern el 1968.
Al desembre de 1971 va ser triat sisè president de la República italiana. Al juny de 1978, arran d'una campanya que l'acusava de percebre petits suborns, va haver de dimitir abans que expirés el seu mandat.